# Extension du bord d'attaque

Les extensions possibles de la partie avant d'une aile d'avion.

L’extension du bord d'attaque, aussi désigné LEX (de son nom anglais leading-edge extension) est une petite extension à l'avant de la surface de l'aile d'un avion. La principale raison de l'ajout de LEX est d'améliorer l'écoulement de l'air lorsque l'incidence (angle d'attaque) est importante ou à faible vitesse, pour améliorer la maniabilité et retarder le décrochage.